# Витмунд
Витмунд (њем. Wittmund) град је у њемачкој савезној држави Доња Саксонија. Једно је од 19 општинских средишта округа Витмунд. Према процјени из 2010. у граду је живјело 21.031 становника. Посједује регионалну шифру (AGS) 3462019.

## Географски и демографски подаци
Витмунд се налази у савезној држави Доња Саксонија у округу Витмунд. Град се налази на надморској висини од 4 метра. Површина општине износи 210,1 km². У самом граду је, према процјени из 2010. године, живјео 21.031 становник. Просјечна густина становништва износи 100 становника/km².

## Међународна сарадња
| Мјесто   | Држава | Врста сарадње | Од    |
| -------- | ------ | ------------- | ----- |
|          | САД    | пријатељство  | 1991. |
| Одинцово | Русија | пријатељство  | 1992. |
| Извор    |        |               |       |